# Колпачук, Илья Фёдорович
Илья Фёдорович Колпачук (бел. Ілья Фёдаравіч Калпачук; род. 9 октября 1990, Берёза, Брестская область) — белорусский футболист, защитник брестского «Динамо».

## Клубная карьера
Воспитанник берёзовской ДЮСШ № 1 (первый тренер Ю. Н. Тюшкевич), начинал карьеру в составе дубля минского «Динамо». С 2010 года выступал за брестское «Динамо», играл преимущественно за дубль, в высшей лиге провёл 5 матчей. В 2012 году стал игроком пинской «Волны»,. Сумел закрепиться в основном составе, за два года сыграл в 52 матчах, забил 4 гола. В сезоне 2013 был капитаном пинской команды, признан её лучшим игроком.
В декабре 2013 года перешёл в «Гомель». Однако не сумел закрепиться в гомельском клубе и в марте 2014 года на правах аренды перешёл в микашевичский «Гранит». В качестве игрока основы помог «Граниту» победить в первой лиге. По окончании срока аренды в декабре того же года вернулся в «Гомель».
В феврале 2015 года, оставив «Гомель», перешёл в «Городею». В декабре 2015 года продлил контракт с «Городеей» на следующий сезон, но на поле в сезоне 2016 появлялся редко.
В первой половине сезона 2017 не появлялся на поле в основной команде «Городеи», выступая только за дубль. В июле 2017 года перешёл в литовский клуб «Атлантас» из Клайпеды, покинул его по окончании сезона 2017.
В первой половине 2018 года не играл, восстанавливаясь от травмы. В августе присоединился к другому литовскому клубу «Кауно Жальгирис».
В декабре 2018 года стал игроком брестского «Руха». Закрепился в стартовом составе команды. В первой половине сезона 2020 года оставался игроком основы, с августа стал реже появляться на поле. В январе 2021 года покинул клуб.
В феврале 2021 года подписал контракт с казахстанским клубом «Жетысу». В январе 2022 года тренировался с брестским «Динамо» и в феврале официально пополнил ряды клуба. В январе 2023 года футболист продлил контракт с брестским клубом.

## Достижения
- Победитель Первой лиги Белоруссии: 2014

## Статистика
| Клуб                | Сезон | Дивизион | Матчи | Голы |
| ------------------- | ----- | -------- | ----- | ---- |
| Динамо (Минск)      | 2007  | дубль    | 10    | 1    |
| Динамо (Брест)      | 2010  | Д1       | 3     | 0    |
| Динамо (Брест)      | 2012  | Д1       | 2     | 0    |
| Волна (Пинск)       | 2012  | Д2       | 24    | 3    |
| Волна (Пинск)       | 2013  | Д2       | 28    | 1    |
| Гранит (Микашевичи) | 2014  | Д2       | 26    | 1    |
| Городея             | 2015  | Д2       | 24    | 0    |
| Городея             | 2016  | Д1       | 6     | 0    |
| Городея             | 2017  | дубль    | 8     | 0    |
| Атлантас            | 2017  | Д1       | 13    | 1    |
| Жальгирис           | 2018  | Д1       | 10    | 1    |
| Рух (Брест)         | 2019  | Д2       | 22    | 1    |
| Рух (Брест)         | 2020  | Д1       | 20    | 1    |
| Жетысу              | 2021  | Д1       | 12    | 0    |